# Потенціалкерований аніонний канал 2
Потенціалкерований аніонний канал 2 (англ. Voltage dependent anion channel 2) – білок, який кодується геном VDAC2, розташованим у людей на короткому плечі 10-ї хромосоми.  Довжина поліпептидного ланцюга білка становить 294 амінокислот, а молекулярна маса — 31 567.
| 10         |  | 20         |  | 30         |  | 40         |  | 50         |
| ---------- |  | ---------- |  | ---------- |  | ---------- |  | ---------- |
| MATHGQTCAR |  | PMCIPPSYAD |  | LGKAARDIFN |  | KGFGFGLVKL |  | DVKTKSCSGV |
| EFSTSGSSNT |  | DTGKVTGTLE |  | TKYKWCEYGL |  | TFTEKWNTDN |  | TLGTEIAIED |
| QICQGLKLTF |  | DTTFSPNTGK |  | KSGKIKSSYK |  | RECINLGCDV |  | DFDFAGPAIH |
| GSAVFGYEGW |  | LAGYQMTFDS |  | AKSKLTRNNF |  | AVGYRTGDFQ |  | LHTNVNDGTE |
| FGGSIYQKVC |  | EDLDTSVNLA |  | WTSGTNCTRF |  | GIAAKYQLDP |  | TASISAKVNN |
| SSLIGVGYTQ |  | TLRPGVKLTL |  | SALVDGKSIN |  | AGGHKVGLAL |  | ELEA       |

A: Аланін

C: Цистеїн

D: Аспарагінова кислота

E: Глутамінова кислота

F: Фенілаланін

G: Гліцин

H: Гістидин

I: Ізолейцин

K: Лізин

L: Лейцин

M: Метіонін

N: Аспарагін

P: Пролін

Q: Глутамін

R: Аргінін

S: Серин

T: Треонін

V: Валін

W: Триптофан

Цей білок за функцією належить до поринів. 
Задіяний у таких біологічних процесах як транспорт іонів, транспорт. 
Білок має сайт для зв'язування з нуклеотидами, НАД. 
Локалізований у мембрані, мітохондрії, зовнішній мембрані мітохондрій.